# Conferencias de Punchauca
Las conferencias de Punchauca fueron unas negociaciones de paz que se realizaron en el contexto de la guerra de la Independencia del Perú, en la casa hacienda Punchauca, situada a unos 25 km al norte de Lima, en el actual distrito de Carabayllo. En una primera fase, se reunieron los delegados patriotas y realistas (4 de mayo de 1821). Luego se dio una entrevista personal entre el virrey del Perú José de la Serna y el general José de San Martín (2 de junio de 1821). San Martín propuso que España reconociera la independencia del Perú, Chile y Río de la Plata, y que se instalara en el Perú una monarquía constitucional encabezada por un príncipe español. La Serna se inhibió de dar una respuesta, aduciendo que carecía de instrucciones de la corte de Madrid en ese sentido. En los días siguientes, las conferencias continuaron entre los delegados, que se reunieron en Miraflores y finalmente a bordo del Cleopatra, barco neutral anclado en la rada del Callao. No hubo finalmente ningún acuerdo importante y el resultado más saltante fue la celebración de un armisticio, que se prorrogó hasta el 30 de junio de 1821.

## Contexto
José de San Martín llegó al Perú en 1820 con un ejército de 5.000 hombres para lograr la independencia. Su táctica consistía en convencer a los patriotas peruanos que se unieran al ejército libertador, rehuyendo enfrentarse al grueso de las fuerzas realistas. Ello debido a que estas eran muy superiores: contaban con veinte mil combatientes, en su mayoría hombres andinos, esparcidos por todo el territorio, especialmente en el sur, hasta el Alto Perú. Las expectativas de San Martín con respecto a los patriotas peruanos se vieron cumplidas, pues entre fines de 1820 e inicios de 1821 la totalidad del norte del Perú declaró su independencia de manera incruenta.
Deseando finalizar la guerra para evitar más derramamiento de sangre, San Martín aceptó entrar en negociaciones con el virrey Joaquín de la Pezuela. Sus delegados se reunieron con los del virrey en Miraflores, pero estas conferencias terminaron en fracaso. San Martín aplicó entonces su táctica militar que consistía en bloquear Lima por tierra y por mar, y así evitar la necesidad de un asalto directo. Mientras que el ejército libertador engrosaba sus filas, menudearon las deserciones en el ejército realista. El virrey Pezuela perdió el apoyo de sus propios generales, quienes finalmente desencadenaron una revolución palaciega, conocida como el motín de Aznapuquio (29 de enero de 1821), en la cual se destituyó al virrey, que fue remplazado por el teniente general José de la Serna. Éste sería confirmado más tarde como virrey del Perú por la corona.
Por entonces llegó a Lima procedente de España el capitán Manuel Abreu, quien portaba nuevas instrucciones del gobierno español, según las cuales debía procurarse un arreglo pacífico con los independientes. Ello debido al cambio político ocurrido en España (Trienio liberal). En abril, La Serna invitó oficialmente a San Martín a entrar en negociaciones, lo que fue aceptado. Como sede de estas reuniones se designó la casa hacienda Punchauca, situada al norte de Lima, en la jurisdicción de Carabayllo.

## La casa hacienda Punchauca

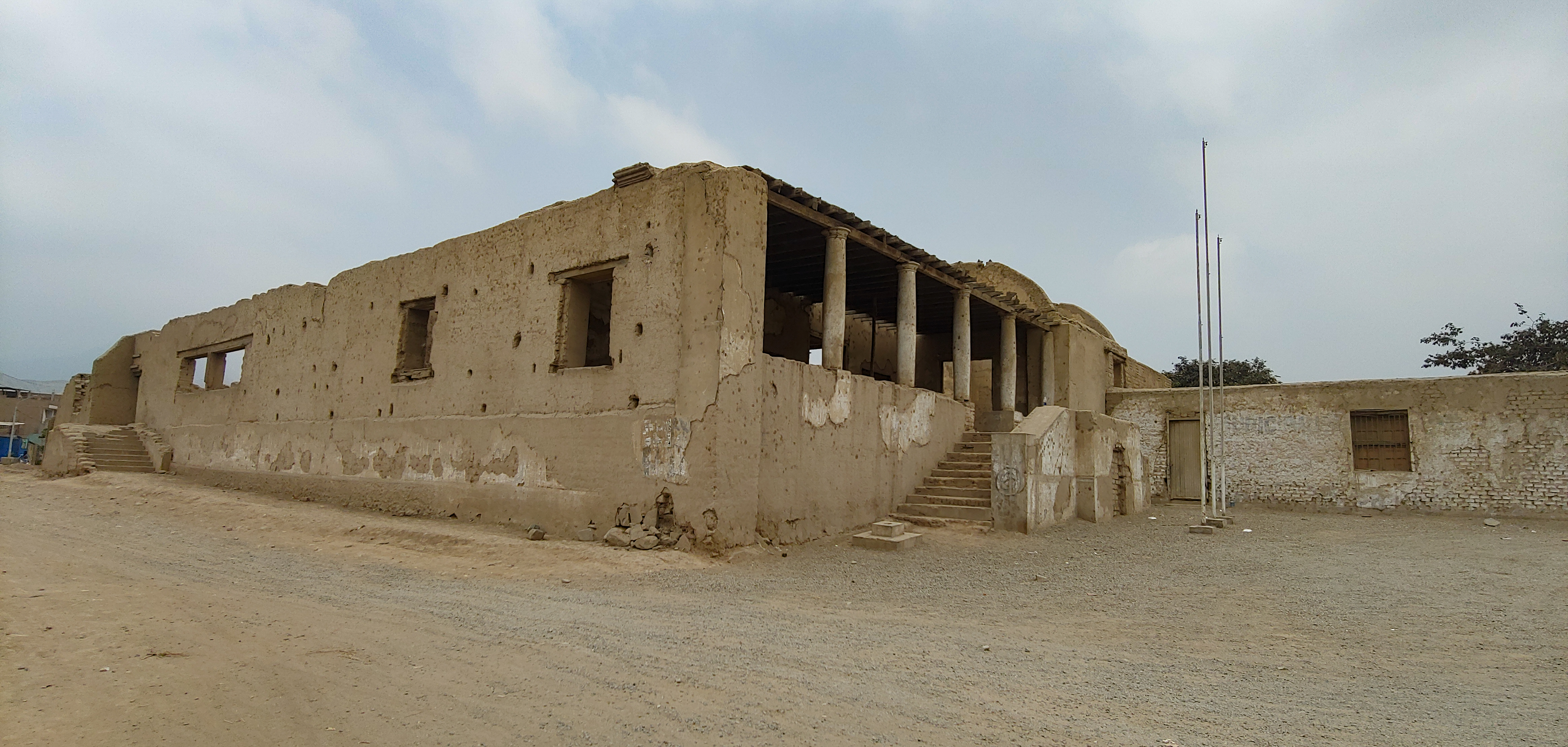
Estado actual de la antigua Casa Hacienda Punchauca.

Punchauca está situada en la margen izquierda del río Chillón, 25 km al norte de la ciudad de Lima. El origen de la casa hacienda se remontan al siglo XVI, cuando los españoles la elevaron sobre un terraplén que en la época prehispánica había sido un sitio de adoración de la cultura Colleq (Collique) al dios Sol. El vocablo quechua Punchauca es una contracción de Punchau (que significa día con sol) y huaca (adoratorio). En 1543, el primer alcalde de Lima, Nicolás de Ribera y Laredo, fue el primer propietario de esta casa hacienda. En 1593, después de su muerte, su esposa Elvira Dávila denominó estas tierras como Santiago de Punchauca.
La casa hacienda es un típico ejemplo de la arquitectura rural de estilo neoclásico del siglo XVIII. A inicios del siglo XIX, su capilla contaba con un retablo de madera donde se encontraba la escultura de Nuestra Señora de la Soledad. Coronando la capilla estaba la imagen del apóstol Santiago montado a caballo, símbolo de la Conquista. Además, su techo abovedado tenía obras pictóricas y reliquias. La casa hacienda contaba también con un campanario y paredes con pinturas coloniales. Actualmente, sus muros lucen destruidos y abandonados.
Los propietarios de la Hacienda Punchauca durante la Conferencia fueron el capitán Jacinto de Jimeno y Herran, natural del Valle de Samano Jurisdicción de Castro Urdiales en lo que hoy es Cantabria, España, y su esposa, Mariana Domínguez, natural de Lima. El matrimonio Jimeno Domínguez reciben en dicha hacienda a estos dos personajes históricos. Jacinto de Jimeno Compra la hacienda en 1820 a su tío Juan Antonio de Jimeno Llave que fuera Cargador de Indias en Cádiz quien había comprado Punchauca a principios del siglo XIX.

## Las conferencias de Punchauca
En la primera fase de las conferencias de Punchauca, se reunieron los delegados de San Martín: Tomás Guido, Juan García del Río y José Ignacio de la Roza; y los delegados del virrey: Manuel de Llano y Nájara, José María Galdeano y Mendoza y Manuel Abreu (4 de mayo de 1821). Los delegados patriotas fueron instruidos para que se abstuviesen de llegar a algún acuerdo en tanto que no fuese reconocida la independencia de las Provincias Unidas de Río de la Plata, Chile y Perú. Como ya había ocurrido en las anteriores conferencias de Miraflores, los españoles se mantuvieron inflexibles en cuanto al hecho de no reconocer la independencia, lo que hacía que ambas partes mantuvieran posiciones insalvables. Se decidió solo un armisticio de 20 días y se programó una entrevista personal entre los jefes adversarios, es decir, entre La Serna y San Martín. 
La entrevista entre La Serna y San Martín se realizó el 2 de junio. Acompañaban al virrey, el general José de La Mar y los brigadieres José de Canterac y Juan Antonio Monet. Por su parte, San Martín estaba acompañado por el general Juan Gregorio de Las Heras, Mariano Necochea y James Paroissien. Según testigos presenciales, San Martín, no bien reconoció a La Serna, lo abrazó cordialmente, diciéndole: «Venga acá, mi viejo General; están cumplidos mis deseos, porque uno y otro podemos hacer la felicidad de este país». 
Según testimonio del comisionado Abreu, el plan que San Martín expuso al virrey consistía esencialmente en lo siguiente: que se instalaría una regencia, de la que La Serna sería Presidente y que estaría, además, integrada por un vocal nombrado por el virrey, y otro nombrado por San Martín. Los dos ejércitos beligerantes deberían unificarse y se declararía la independencia. Luego, San Martín en persona viajaría a Madrid para solicitar de las Cortes que escogieran a un infante de España, un príncipe Borbón, que debía ser proclamado Rey del Perú. En un primer momento, a La Serna no le pareció inaceptable este plan y consideró incluso la voluntad de San Martín de ir a España como un gesto de buena voluntad. Al parecer, esa también fue la primera impresión de sus oficiales, que departieron con los delegados patriotas en medio de brindis y chanzas. El virrey pidió dos días para consultar a todos sus oficiales y, según parece, se impuso entonces el criterio de sus dos generales más importantes, Canterac y Valdés, que vieron en el plan de San Martín solo un pérfido ardid para ganar tiempo. La Serna se abstuvo entonces a dar una respuesta a San Martín, aduciendo que no tenía instrucciones para decidir en asuntos tan trascendentes.
No obstante, las conversaciones continuaron, nuevamente entre delegados. El clima insalubre del valle de Chillón obligó a que la sede de las conferencias se trasladara al pueblo de Miraflores, al sur de Lima. Tampoco allí se logró algún acuerdo importante; solo se prorrogó el armisticio por doce días más. Las reuniones continuaron a bordo de buque neutral Cleopatra, igualmente sin resultado. Solo se logró que el armisticio fuese prorrogado hasta el 30 de junio y se acordó un canje de prisioneros.
Así se frustró en Punchauca el esfuerzo efectuado por San Martín para evitar una guerra cruenta, ante la negativa de los españoles a reconocer la independencia. No han faltado, sin embargo, autores que sostienen que San Martín era consciente de que la corte de Madrid nunca ratificaría un acuerdo de tal índole y que su objetivo real era ganar tiempo. Por otro lado, su monarquismo que se traslució abiertamente en estas conferencias, fue combatido por los republicanos peruanos, encabezados por el prócer José Faustino Sánchez Carrión.
Punchauca fue la última conversación entre los realistas y San Martín. Posteriormente La Serna evacuó Lima y San Martín ingresó a la capital. El 28 de julio de 1821 el libertador proclamó oficialmente la independencia del Perú.